# Dogs (film, 2016)
Pour les articles homonymes, voir Dogs.
Pour plus de détails, voir Fiche technique et Distribution.
Dogs (Câini) est un film roumain réalisé par Bogdan Mirică, sorti en 2016.
il est présenté en section Un certain regard au Festival de Cannes 2016 où il remporte le Prix FIPRESCI.

## Synopsis
Roman revient dans son pays natal pour liquider son héritage familial, il se voit léguer un immense terrain en plaine, mais de sombres souvenirs viendront obscurcir ses tentatives de se dépêtrer du passé de son père .

## Fiche technique
- Titre original : Câini
- Titre français : Dogs
- Réalisation et scénario : Bogdan Mirică
- Pays d'origine :  Roumanie,  France,  Bulgarie,  Qatar
- Format : couleur - 35 mm - 2,35:1
- Genre : drame
- Durée : 104 minutes
- Date de sortie :
  - 15 mai 2016 :  France (Festival de Cannes 2016), 28 septembre 2016 (sortie nationale)
  - 23 septembre 2016 :  Roumanie (sortie nationale)

## Distribution
- Dragos Bucur (VFB : Pierre Lognay) : Roman
- Gheorghe Visu (VFB : Michel Hinderyckx) : Hogas
- Vlad Ivanov (VFB : Philippe Résimont) : Samir
- Costel Cascaval (VFB : Pascal Gruselle) : Pila
- Constantin Cojocaru (VFB : Guy Pion) : Nea Epure
- Raluca Aprodu (VFB : Maia Baran) : Ilinca
- Ciprian Mistreanu (VFB : Jean-Paul Clerbois) : Popica
- Catalin Paraschiv (VFB : Simon Duprez) : Agent Ana
- Emilian Oprea (VFB : Grégory Praet) : Sebi Voicu
- Teodor Corban (VFB : Pierre Bodson) : vétérinaire
- Andrei Ciopec (VFB : Alexandre Dewez) : Laie
- Ela Ionescu (VFB : Hélène Van Dyck) : Mara
- Marius Bardasan (VFB : Jean-Paul Clerbois) : Nea Toader
- Corneliu Cozmei (VFB : Jean-Paul Landresse) : Nea Terente

Version française
- Studio de doublage : Cinéphase
- Direction artistique : Robert Guilmard
- Adaptation : Nathalie Xerri

## Distinctions
- 2016 : Prix FIPRESCI du Festival de Cannes de la  section Un certain regard.
- 2014 : Prix d'Aide à la Création de la Fondation Gan pour le Cinéma.